# 5042 Colpa
5042 Colpa è un asteroide della fascia principale. Scoperto nel 1974, presenta un'orbita caratterizzata da un semiasse maggiore pari a 3,0067551 UA e da un'eccentricità di 0,0492099, inclinata di 11,06398° rispetto all'eclittica.